# فرودگاه اینز پاروندو
فرودگاه اینز پاروندو (به انگلیسی: INS Parundu) یک فرودگاه است که یک باند فرود آسفالت دارد و طول باند آن ۹۲۰ متر است. این فرودگاه در کشور هند قرار دارد .